# Unabhängiger Finanzsenat
Der unabhängige Finanzsenat war gemäß dem Bundesgesetz über den unabhängigen Finanzsenat (UFSG) mit seinen Außenstellen (Landessenate) in Feldkirch, Graz, Innsbruck, Klagenfurt, Linz, Salzburg und Wien in Österreich Abgabenbehörde zweiter Instanz. In ihm war das zweitinstanzliche Rechtsmittelverfahren in Steuer- und Zollangelegenheiten sowie in Finanzstrafsachen in einer Bundesbehörde konzentriert.
Der Unabhängige Finanzsenat war – ähnlich der Unabhängigen Verwaltungssenate – ein Gericht im Sinne des Rechts der Europäischen Union und der Europäischen Menschenrechtskonvention sowie der Charta der Grundrechte der Europäischen Union, währenddessen er staatsrechtlich (im Sinne des Bundes-Verfassungsgesetzes) als Verwaltungsbehörde anzusehen war. Mit seiner Gründung wurde eine Angleichung an die Rechtsschutzstandards des Art. 6 EMRK bzw. Art. 47 Abs. 2 der Charta der Grundrechte der Europäischen Union herbeigeführt, wonach jede Person das Recht darauf hat, dass ihre Sache von einem unabhängigen, unparteiischen und durch Gesetz errichteten Gericht in einem fairen Verfahren öffentlich und innerhalb angemessener Frist verhandelt wird.
Der UFS war nur an Normen der Europäischen Union, an nationale Gesetze und Verordnungen, nicht aber an Richtlinien und Erlässe (etwa jene des Bundesministeriums für Finanzen oder des Bundesministeriums für Soziales und Konsumentenschutz) gebunden.
Im Zuge der Schaffung einer zweistufigen Verwaltungsgerichtsbarkeit durch die Verwaltungsgerichtsbarkeits-Novelle 2012 wurde der Unabhängige Finanzsenat in ein besonderes Verwaltungsgericht, das Bundesfinanzgericht, umgewandelt.